# Tiny Core Linux
Tiny Core Linux — мінімалістичний дистрибутив Linux, що фокусується на базовій системі із BusyBox, JWM, FLTK та іншому мінімалістичному ПЗ. Повністю завантажується в оперативну пам'ять.
Для Tiny Core Linux існує кілька сотень застосунків у репозитарії. TCL має добру підтримку форумта Wiki [Архівовано 17 квітня 2009 у Wayback Machine.] англійською мовою. На форумі є міжнародний розділ, однак українська мова (поки що) не підтримується. Також можна поспілкуватися через IRC-канал — IRC Freenode #tinycorelinux.
Перша версія вийшла 5 січня 2009 року. Головний розробник — Роберт Шінгледекер, колишній головний розробник Damn Small Linux.

## Системні вимоги
Мінімальні: 486DX, 48 MB RAM
рекомендовані: Pentium 2, 128 MB RAM
Завантажувальний iso-образ займає всього 15 Мб. Графічне оточення дистрибутиву побудовано на основі X-сервера Tiny X, тулкіта FLTK і віконного менеджера FLWM. Дистрибутив завантажується цілком в пам'ять і працює з пам'яті. Додатково поставляється збірка CorePlus (77 Мб), в яку входить ряд додаткових пакунків, таких як інсталятор з підтримкою установки Tiny Core Linux у вигляді файлу на NTFS-розділ і з можливістю установки додаткових розширень, а також готовий набір інструментів для забезпечення виходу в мережу, включаючи менеджер для настройки WiFi-з'єднань.

## Список ПЗ
Версія 1.2:
- Kernel 2.6.26
- Xvesa — X server
- JWM — графічний віконний менеджер
- WBar — графічне меню
- Busybox — набір UNIX-утіліт командного рядка.
- aterm — terminal
- FLTK — графічні бібліотеки
- glibc — стандартні бібліотеки
- udev — віртуальна система
- SSH server
- TFTP server
- cron demon — планувальник запуску задач

## Випуски
| Версія | Стабільність | Дата випуску      | Оголошення про реліз                                                                  |
| ------ | ------------ | ----------------- | ------------------------------------------------------------------------------------- |
| 1.0    | стабільна    | 5 січня, 2009     | Tiny Core Linux 1.0 announcement                                                      |
| 1.1    | стабільна    | 9 лютого, 2009    | Tiny Core Linux 1.1 announcement                                                      |
| 1.2    | стабільна    | 9 березня, 2009   | Tiny Core Linux 1.2 announcement                                                      |
| 1.3    | стабільна    | 12 квітня, 2009   | Tiny Core Linux 1.3 announcement                                                      |
| 1.4    | стабільна    | 26 квітня, 2009   | Tiny Core Linux 1.4 announcement                                                      |
| 1.4.1  | стабільна    | 3 травня, 2009    | Tiny Core Linux 1.4.1 announcement[недоступне посилання з червня 2019]                |
| 2.0    | стабільна    | 7 червня, 2009    | Tiny Core Linux 2.0 announcement [Архівовано 28 травня 2016 у Wayback Machine.]       |
| 3.0    | стабільна    | 19 липня, 2010    | Tiny Core Linux 3.0 announcement                                                      |
| 3.2    | стабільна    | 14 жовтня, 2010   | Tiny Core Linux 3.0 announcement [Архівовано 28 травня 2016 у Wayback Machine.]       |
| 3.3    | стабільна    | 23 листопада 2010 | Tiny Core Linux 3.3 announcement                                                      |
| 3.4    | стабільна    | 18 грудня 2010    | Tiny Core Linux 3.4 announcement                                                      |
| 3.4.1  | стабільна    | 30 грудня 2010    | Tiny Core Linux 3.4.1 announcement[недоступне посилання з червня 2019]                |
| 3.5    | стабільна    | 14 лютого 2011    | Tiny Core Linux v3.5 announcement                                                     |
| 3.6    | стабільна    | 30 квітня 2011    | Tiny Core Linux v3.6 announcement [Архівовано 16 липня 2011 у Wayback Machine.]       |
| 3.7    | стабільна    | 15 червня 2011    | Tiny Core Linux v3.7 announcement [Архівовано 19 червня 2011 у Wayback Machine.]      |
| 3.8    | стабільна    | 7 серпня 2011     | Tiny Core Linux v3.8 announcement [Архівовано 16 серпня 2011 у Wayback Machine.]      |
| 3.8.1  | стабільна    | 12 серпня 2011    | Tiny Core Linux v3.8.1 announcement [Архівовано 24 лютого 2012 у Wayback Machine.]    |
| 4.0    | стабільна    | 26 вересня 2011   | Tiny Core Linux v4.0 announcement [Архівовано 7 жовтня 2011 у Wayback Machine.]       |
| 4.0.1  | стабільна    | 5 жовтня 2011     | Tiny Core Linux v4.0.1 announcement [Архівовано 10 жовтня 2011 у Wayback Machine.]    |
| 4.0.2  | стабільна    | 12 жовтня 2011    | Tiny Core Linux v4.0.2 announcement [Архівовано 18 червня 2015 у Wayback Machine.]    |
| 4.5.3  | стабільна    | 24 травня 2012    | Tiny Core Linux v4.5 announcement [Архівовано 18 червня 2015 у Wayback Machine.]      |
| 4.5.6  | стабільна    | 11 липня 2012     | Tiny Core Linux v4.5.6 announcement [Архівовано 22 вересня 2012 у Wayback Machine.]   |
| 4.6    | стабільна    | 31 серпня 2012    | Tiny Core Linux v4.6 announcement [Архівовано 8 березня 2013 у Wayback Machine.]      |
| 4.6.1  | стабільна    | 13 вересня 2012   | Tiny Core Linux v4.6.1 announcement [Архівовано 19 липня 2013 у Wayback Machine.]     |
| 4.6.2  | стабільна    | 8 жовтня 2012     | Tiny Core Linux v4.6.2 announcement [Архівовано 14 листопада 2012 у Wayback Machine.] |
| 4.7    | стабільна    | 1 листопада 2012  | Tiny Core Linux v4.7 announcement [Архівовано 16 січня 2013 у Wayback Machine.]       |
| 4.7.7  | стабільна    | 10 травня 2013    | Tiny Core Linux v4.7.7 announcement [Архівовано 15 грудня 2013 у Wayback Machine.]    |
| 5.0    | стабільна    | 14 вересня 2013   | Tiny Core Linux v5.0 announcement [Архівовано 19 вересня 2013 у Wayback Machine.]     |
| 5.0.1  | стабільна    | 1 жовтня 2013     | Tiny Core Linux v5.0.1 announcement [Архівовано 5 червня 2016 у Wayback Machine.]     |
| 5.0.2  | стабільна    | 18 жовтня 2013    | Tiny Core Linux v5.0.2 announcement [Архівовано 1 листопада 2013 у Wayback Machine.]  |
| 5.1    | стабільна    | 28 листопада 2013 | Tiny Core Linux v5.1 announcement [Архівовано 5 червня 2016 у Wayback Machine.]       |
| 5.2    | стабільна    | 14 січня 2014     | Tiny Core Linux v5.2 announcement [Архівовано 5 червня 2016 у Wayback Machine.]       |
| 5.3    | стабільна    | 19 квітня 2014    | Tiny Core Linux v5.3 announcement [Архівовано 5 червня 2016 у Wayback Machine.]       |
| 5.4    | стабільна    | 10 вересня 2014   | Tiny Core Linux v5.4 announcement [Архівовано 5 червня 2016 у Wayback Machine.]       |
| 6.0    | стабільна    | 5 січня 2015      | Tiny Core Linux v6.0 announcement [Архівовано 5 червня 2016 у Wayback Machine.]       |
| 6.1    | стабільна    | 7 березня 2015    | Tiny Core Linux v6.1 announcement [Архівовано 5 червня 2016 у Wayback Machine.]       |
| 6.2    | стабільна    | 3 травня 2015     | Tiny Core Linux v6.2 announcement [Архівовано 5 червня 2016 у Wayback Machine.]       |
| 6.3    | стабільна    | 30 травня 2015    | Tiny Core Linux v6.3 announcement [Архівовано 9 березня 2016 у Wayback Machine.]      |
| 6.4    | стабільна    | 8 вересня 2015    | Tiny Core Linux v6.4 announcement [Архівовано 5 червня 2016 у Wayback Machine.]       |
| 6.4.1  | стабільна    | 4 листопада 2015  | Tiny Core Linux v6.4.1 announcement [Архівовано 4 березня 2016 у Wayback Machine.]    |
| 7.0    | стабільна    | 23 лютого 2016    | Tiny Core Linux v7.0 announcement [Архівовано 31 березня 2016 у Wayback Machine.]     |
| 7.1    | стабільна    | 23 травня 2016    | Tiny Core Linux v7.1 announcement [Архівовано 25 травня 2016 у Wayback Machine.]      |

## Multicore
З 3-ї версії Тайнікор Лінукс випускається в трьох версіях — мікро, тайні та мульти. Мультикор має розмір близько 45 Мб і має вже інстальовані додатки для роботи в мережі.

## Плани на майбутнє
Ведеться робота з перенесення останніх версій ПЗ до репозитарію. Так, браузер Opera вже представлений не тільки   версією 9.64, а й 10, 11 і 12-бета. OpenOfice вже нарешті має 3-тю версію. На сайті вже є розділ «стартер», що містить пакети-архіви для новачків із GRUB, застосунками для мережі та інсталювальним пакунком (grub4dos.gz, network.gz та install.gz).

## Репозитарій
- tce-пакети (http) [Архівовано 9 квітня 2009 у Wayback Machine.]
- tce-пакети (ftp) [Архівовано 20 серпня 2011 у Wayback Machine.]

## Стабільні випуски
Стабільні випуски [Архівовано 6 квітня 2009 у Wayback Machine.]

## Галерея

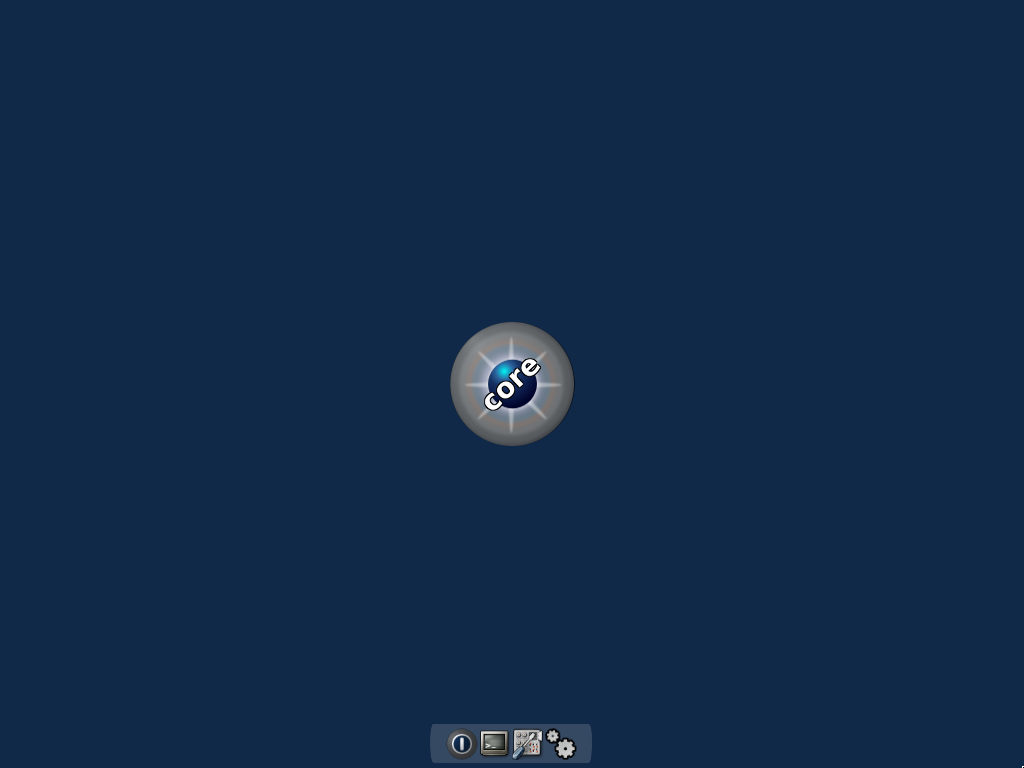
Tiny Core Linux 2.11.5
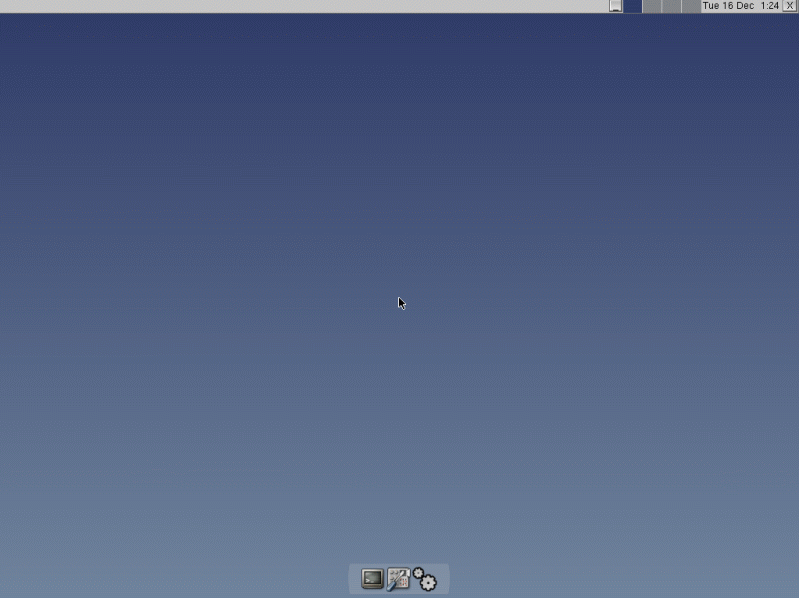
Tiny Core Linux 1.х
Робочий стіл Тіні Коре Лінукса
Встановлення пакетів (програм)
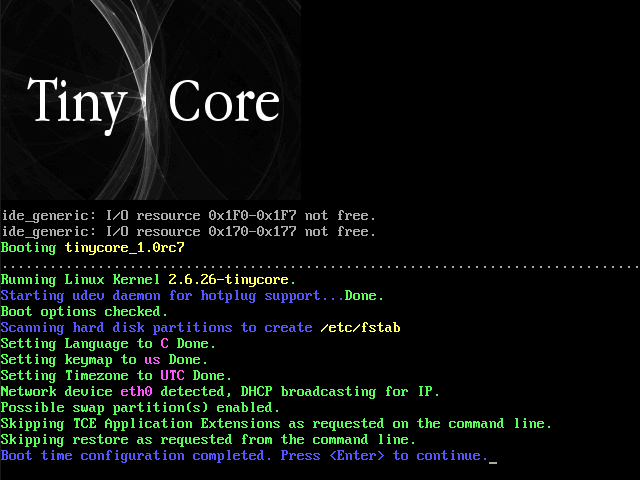
Boot

## Цікавий факт
- Хоча спочатку на сайті дистрибутиву була невільна ліценція (стояв знак копірайту),[2] після звернення до розробників одного із вікіпедистів Української Вікіпедії, ліцензію на сайті встановили CC Attribution Share Alike 3.0 - точно таку, як в Українській Вікіпедії на той час.

## Також див
- Slitaz
- Damn Small Linux
- Список дистрибутивів Лінукса